# Romanzi di Diabolik
I romanzi di Diabolik sono tutti i romanzi che hanno per protagonista Diabolik, il personaggio creato dalla penna di Angela e Luciana Giussani.

## Il romanzo di Diabolik
| N° | Titolo                  | Data di uscita         | Adattamento da                                                                       | Collana                                       |
| -- | ----------------------- | ---------------------- | ------------------------------------------------------------------------------------ | --------------------------------------------- |
| 1  | Il romanzo di Diabolik  | luglio - dicembre 1967 | Il mistero della camera chiusa (2ª Serie, n°2) Scacco alla malavita (2ª Serie, n°12) | I classici a fumetti (Edizioni Comics)        |
| 1  | La grande paura         | giugno 1969            | Incubo (Anno VII, n°2)                                                               | Il romanzo di Diabolik (Gino Sansoni Editore) |
| 2  | La casa del terrore     | luglio 1969            | La casa della paura (Anno V, n°1)                                                    | Il romanzo di Diabolik (Gino Sansoni Editore) |
| 3  | La maschera della morte | agosto 1969            | Terrore (Anno V, n°4)                                                                | Il romanzo di Diabolik (Gino Sansoni Editore) |
| 4  | Sangue nel buio         | settembre 1969         | Tragedia sul mare (Anno VI, n°16)                                                    | Il romanzo di Diabolik (Gino Sansoni Editore) |
| 5  | L'urlo nella notte      | ottobre 1969           | La grande rapina (Anno V, n°16)                                                      | Il romanzo di Diabolik (Gino Sansoni Editore) |
| 6  | Sfida infernale         | novembre 1969          | Il nemico invisibile (Anno VI, n°18)                                                 | Il romanzo di Diabolik (Gino Sansoni Editore) |
| 7  | L'artiglio d'oro        | dicembre 1969          | La legge del più forte (Anno VI, n°21)                                               | Il romanzo di Diabolik (Gino Sansoni Editore) |
| 8  | Il figlio della notte   | gennaio 1970           | Contrabbando di valuta (Anno VI, n°9)                                                | Il romanzo di Diabolik (Gino Sansoni Editore) |
| 9  | La lama che uccide      | febbraio 1970          | Ragnatela mortale (Anno VI, n°26)                                                    | Il romanzo di Diabolik (Gino Sansoni Editore) |
| 10 | Trappola per Diabolik   | marzo 1970             | Scacco a Diabolik (Anno VI, n°4)                                                     | Il romanzo di Diabolik (Gino Sansoni Editore) |
| 11 | La morte invisibile     | aprile 1970            | Prigionieri (Anno VI, n°13)                                                          | Il romanzo di Diabolik (Gino Sansoni Editore) |
| 12 | Bersaglio mortale       | maggio 1970            | Solo contro tutti (Anno VI, n°19)                                                    | Il romanzo di Diabolik (Gino Sansoni Editore) |
| 13 | La rosa nera            | giugno 1970            | I fiori della morte (Anno V, n°22)                                                   | Il romanzo di Diabolik (Gino Sansoni Editore) |
| 14 | Occhio per occhio       | luglio 1970            | Sfida alla morte (Anno VI, n°14)                                                     | Il romanzo di Diabolik (Gino Sansoni Editore) |
| 15 | Corsa alla morte        | agosto 1970            | Scommessa mortale (Anno VI, n°8)                                                     | Il romanzo di Diabolik (Gino Sansoni Editore) |
| 16 | La grande fuga          | settembre 1970         | La maschera dell'assassino (Anno VI, n°15)                                           | Il romanzo di Diabolik (Gino Sansoni Editore) |
| 17 | Coltello alla gola      | ottobre 1970           | Ore di terrore (Anno VII, n°1)                                                       | Il romanzo di Diabolik (Gino Sansoni Editore) |
| 18 | Terrore in mare         | novembre 1970          | Un francobollo per l'inferno (Anno VI, n°7)                                          | Il romanzo di Diabolik (Gino Sansoni Editore) |
| 19 | Il treno d'oro          | dicembre 1970          | Il vagone blindato (Anno VI, n°20)                                                   | Il romanzo di Diabolik (Gino Sansoni Editore) |
| 20 | Fari nella notte        | gennaio 1971           | Corsa alla morte (Anno VI, n°22)                                                     | Il romanzo di Diabolik (Gino Sansoni Editore) |
| 21 | Paura per Eva           | febbraio 1971          | L'arresto di Eva (Anno VII, n°3)                                                     | Il romanzo di Diabolik (Gino Sansoni Editore) |
| 22 | Sibili nel buio         | marzo 1971             | Furto al museo (Anno VI, n°10)                                                       | Il romanzo di Diabolik (Gino Sansoni Editore) |
| 23 | Il segreto della tomba  | aprile 1971            | I due assassini (Anno VII, n°10)                                                     | Il romanzo di Diabolik (Gino Sansoni Editore) |
| 24 | Il rifugio fantasma     | maggio 1971            | Nel covo di Diabolik (Anno VI, n°23)                                                 | Il romanzo di Diabolik (Gino Sansoni Editore) |
| 25 | Notte di terrore        | giugno 1971            | La lunga notte (Anno VII, n°26)                                                      | Il romanzo di Diabolik (Gino Sansoni Editore) |
| 26 | Il diamante che uccide  | luglio 1971            | Sangue per un diamante (Anno VII, n°12)                                              | Il romanzo di Diabolik (Gino Sansoni Editore) |
| 27 | La grotta maledetta     | agosto 1971            | L'isola del terrore (Anno IX, n°1)                                                   | Il romanzo di Diabolik (Gino Sansoni Editore) |
| 28 | Il grande colpo         | settembre 1971         | Le lacrime della sirena (Anno VIII, n°13)                                            | Il romanzo di Diabolik (Gino Sansoni Editore) |
| 29 | La tragedia di Eva      | ottobre 1971           | Rapina a Diabolik (Anno IX, n°14)                                                    | Il romanzo di Diabolik (Gino Sansoni Editore) |
| 30 | Tragica eredità         | novembre 1971          | Il mostro del lago (Anno VIII, n°7)                                                  | Il romanzo di Diabolik (Gino Sansoni Editore) |

## Altri romanzi
| Anno             | Titolo | Autore                            | Editore e collana                              | Pagine |
| ---------------- | --- | --------------------------------- | ---------------------------------------------- | ------ |
| 1993             | I tarocchi neri | Franco Spiritelli                 | Edizioni d'Arte Lo Scarabeo, Tarocchi d'arte   |        |
| ottobre 2002     | La lunga notte | Andrea Carlo Cappi                | Sonzogno Editore, I romanzi                    | 396    |
| ottobre 2002     | Ristampe: - Alacrán Edizioni, I misteri, gennaio 2006 - Alacrán Edizioni, Gli scorpioni, 2006 - Il Cerchiogiallo/Excalibur, I romanzi di Diabolik, 2016 - Il Cerchiogiallo/Excalibur, I romanzi di Diabolik, novembre 2022 |                                   |                                                |        |
| ottobre 2007     | Alba di sangue | Andrea Carlo Cappi                | Alacrán Edizioni, I misteri                    | 512    |
| ottobre 2007     | Ristampe: - Il Cerchiogiallo/Excalibur, I romanzi di Diabolik, settembre 2016 - Il Cerchiogiallo/Excalibur, I romanzi di Diabolik, novembre 2022                                                                           |                                   |                                                |        |
| maggio 2009      | L'ora del castigo | Andrea Carlo Cappi                | Alacrán Edizioni, I misteri                    | 240    |
| maggio 2009      | Ristampe: - Il Cerchiogiallo/Excalibur, I romanzi di Diabolik, novembre 2016 - Il Cerchiogiallo/Excalibur, I romanzi di Diabolik, novembre 2022                                                                            |                                   |                                                |        |
| ottobre 2009     | Eva Kant: Il giorno della vendetta | Andrea Carlo Cappi                | Alacrán Edizioni, I misteri                    | 240    |
| ottobre 2009     | Ristampe: - Il Cerchiogiallo/Excalibur, I romanzi di Diabolik, maggio 2017 - Il Cerchiogiallo/Excalibur, I romanzi di Diabolik, novembre 2022                                                                              |                                   |                                                |        |
| giugno 2010      | Io sono Diabolik | Andrea Carlo Cappi, Mario Gomboli | Arnoldo Mondadori Editore, Arcolbaleno         | 180    |
| giugno 2010      | Ristampe: - Arnoldo Mondadori Editore, Oscar Bestsellers n. 2.251, 18 maggio 2012 |                                   |                                                |        |
| novembre 2020    | Kid. Il ragazzo che voleva essere Diabolik | Guido Sgardoli                    | De Agostini, Le gemme                          | 288    |
| dicembre 2021    | Diabolik. Il romanzo del film | Andrea Carlo Cappi                | Arnoldo Mondadori Editore, Oscar Ink           | 258    |
| dicembre 2021    | Ristampa: - Allegato al quotidiano La Gazzetta dello Sport, 7 dicembre 2023. |                                   |                                                |        |
| 17 novembre 2022 | Diabolik - Ginko all'attacco! | Andrea Carlo Cappi                | allegato al quotidiano La Gazzetta dello Sport | 288    |
| 17 novembre 2022 | Ristampa: - Allegato al quotidiano La Gazzetta dello Sport, 14 dicembre 2023. |                                   |                                                |        |
| 30 novembre 2023 | Diabolik, chi sei? | Andrea Carlo Cappi                | allegato al quotidiano La Gazzetta dello Sport |        |

## Romanzi francesi
Tutti i romanzi sono inediti in Italia e presentano adattamenti di episodi a fumetti di Diabolik.
| N° | Titolo                        | Autore        | Data di uscita    | Adattamento da                                                               | Collana                |
| -- | ----------------------------- | ------------- | ----------------- | ---------------------------------------------------------------------------- | ---------------------- |
| 1  | Passe de quatre               | Henri Slytone | 2º trimestre 1968 | Caccia a Diabolik (Seconda Serie, n°17) Il segreto del tatuato (Anno V, n°2) | Collection Diable Noir |
| 2  | Tonnerre Diabolik             | Pierre Dupuis | 3º trimestre 1968 | Vendetta mortale (Seconda Serie, n°3)                                        | Collection Diable Noir |
| 3  | Pas de vacances pour Ginko    | Pierre Dupuis | 4º trimestre 1968 | Il mistero della camera chiusa (Seconda Serie, n°2)                          | Collection Diable Noir |
| 4  | Les huit coups de minuit      | Pierre Dupuis | 1º trimestre 1969 | La casa della paura (Anno V, n°1)                                            | Collection Diable Noir |
| 5  | Trente degrés à Londres       | Pierre Dupuis | 2º trimestre 1969 | Catena di delitti (Seconda Serie, n°26)                                      | Collection Diable Noir |
| 6  | Tierce dans le massacre       | Pierre Dupuis | 3º trimestre 1969 | La morte di Ginko (Seconda Serie, n°16)                                      | Collection Diable Noir |
| 7  | Deux manches et treize belles | J. P. Moraine | 4º trimestre 1969 | Prigione mortale (Anno V, n°13)                                              | Collection Diable Noir |
| 8  | Pour qui sont ces serpents?   | Pierre Dupuis | 1º trimestre 1970 | Eredità di sangue (Seconda Serie, n°4) L'uomo di fuoco (Seconda Serie, n°18) | Collection Diable Noir |
| 9  | La fondue venitienne          | Pierre Dupuis | 2º trimestre 1970 | Guerra di spie (Anno IX, n°7)                                                | Collection Diable Noir |
| 10 | L'araignée de scamadale       | Pierre Dupuis | 4º trimestre 1970 | Il mostro del lago (Anno VIII, n°7) Errore fatale (Anno VIII, n°15)          | Collection Diable Noir |